# Château-Chervix
Château-Chervix, auf Okzitanisch „Chasteu Chervic“, ist eine Gemeinde in Frankreich. Sie gehört zur Region Nouvelle-Aquitaine, zum Département Haute-Vienne, zum Arrondissement Limoges und zum Kanton Eymoutiers. Die Bewohner nennen sich Châtelauds. Die Nachbargemeinden sind Saint-Priest-Ligoure im Nordwesten, Vicq-sur-Breuilh im Nordosten, Magnac-Bourg im Osten, Meuzac im Südosten und La Roche-l’Abeille.

## Geschichte
Während der Französischen Revolution hieß die Ortschaft „Chervix-la-Chaumière“.

### Bevölkerungsentwicklung
| Jahr      | 1962 | 1968 | 1975 | 1982 | 1990 | 1999 | 2008 | 2013 |
| --------- | ---- | ---- | ---- | ---- | ---- | ---- | ---- | ---- |
| Einwohner | 1181 | 1973 | 1019 | 909  | 801  | 710  | 779  | 794  |

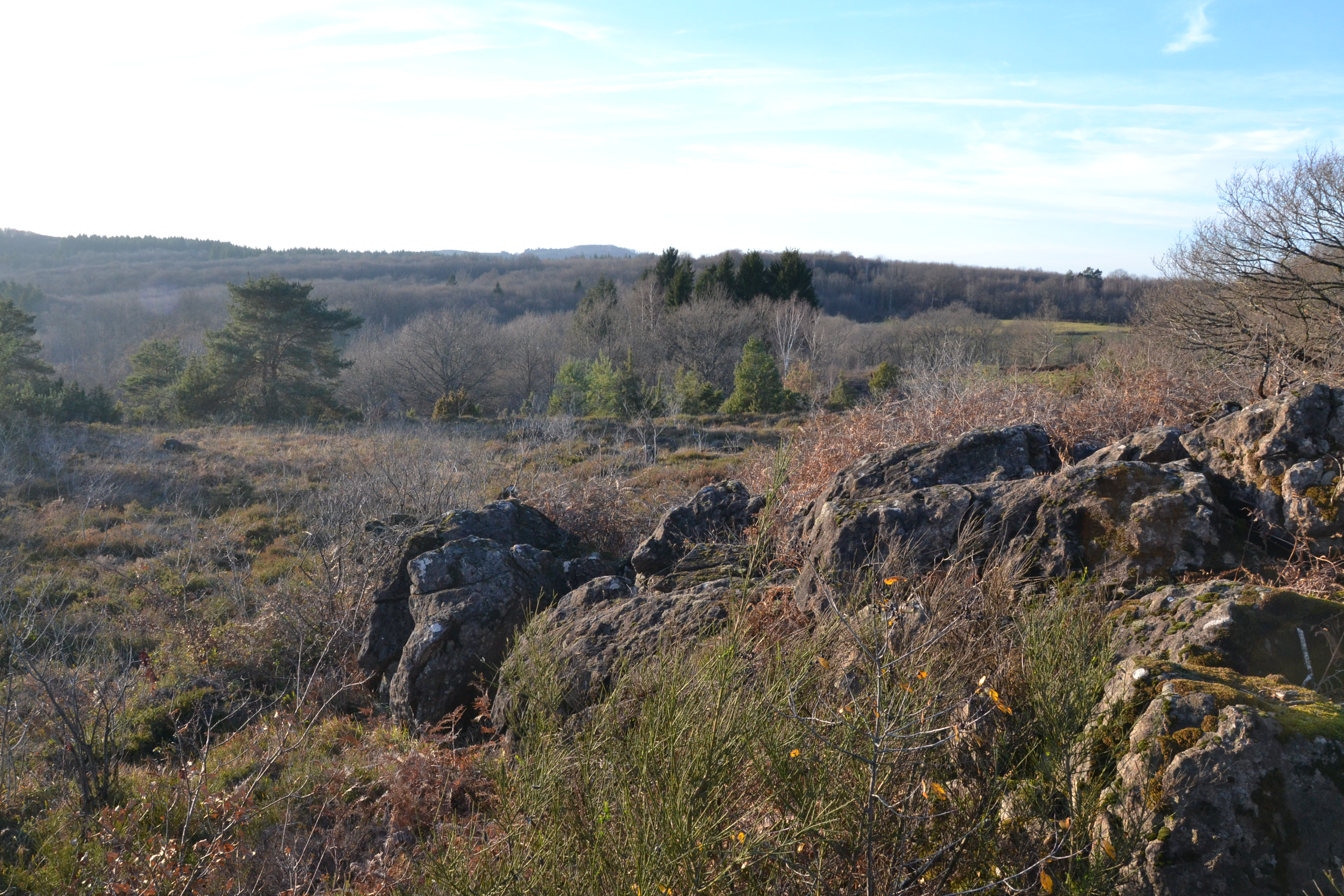
Felsformation bei Château-Chervix
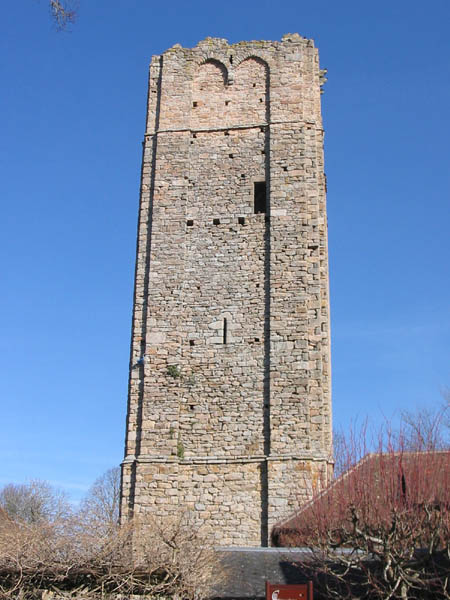
Der Turm von Château-Chervix, ein Monument historique
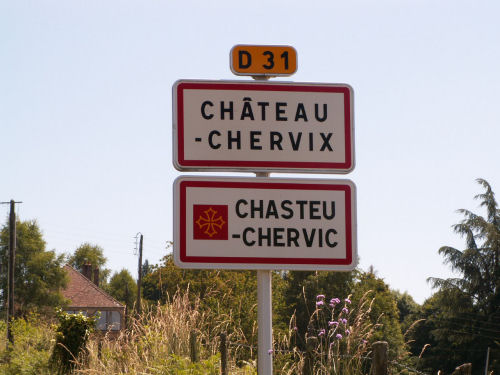
Dorfeingang